# Szusza Ferenc Stadion
A Szusza Ferenc Stadion (korábban Megyeri úti stadion) az Újpest FC labdarúgó stadionja Budapest IV. kerületében, Újpesten. Az eredeti stadion Hajós Alfréd, az első magyar olimpiai bajnok tervei alapján készült. Kapuit 1922. szeptember 17-én nyitotta meg. 2 évvel később Párizsban olimpia építészeti kategóriában díjat nyert a stadion terve. 2000–2001-ben a stadiont átépítették. Jelenlegi befogadóképessége 13 501 fő.
2003-ban az építmény felvette az egykori kiváló labdarúgó, Szusza Ferenc nevét, aki minden idők egyik leggólerősebb magyar csatára volt.

## Története
A Magyar Labdarúgó-szövetség az UTE – a Pamutgyári mezőn, a mai Erkel Gyula utcában lévő – pályáját nem hitelesítette az 1903-as bajnoki mérkőzésekre (túlzottan kis mérete miatt). A klub vezetői úgy döntöttek, a Népszigeten új pályát építenek. A pálya gyorsan elkészült, 1903. május 24-én avatták fel a sporttelepet.
A népszigeti pálya majdnem 20 évig szolgálta az Újpestet, az újpesti labdarúgókat és futballrajongókat. A korabeli újságok alapján a legmagasabb nézőszámot 1920 decemberében, az Újpest – MTK (1-0) mérkőzésen mérték, ekkor 10 ezer néző tekintette meg a találkozót. A pályát hatalmas fák vették körül, a játékteret pedig kerítés és padok övezték.
1921-ben a terület tulajdonosa, a Földművelésügyi Minisztérium felmondta a bérleti szerződést. Ekkor döntötték el az UTE vezetői, hogy új pályát építenek. 1922. szeptember 17-én, újpesti polgárok, vállalatok pénzéből készült el a stadion, amelyet Magyarországon először illettek ezzel a névvel. Az első volt, amely vasbetonból készült, és amelyben 200 fedett páholy és 20 ezer férőhely várta a szurkolókat.
A nyitómérkőzésen az FTC csapatát fogadta az Újpest, és mintegy 15 ezer néző előtt 2:1-es győzelmet arattak. 1925 és 1928 között kerékpárpálya futott körbe a fű körül. 1930-tól a B oldal is fedett lett.

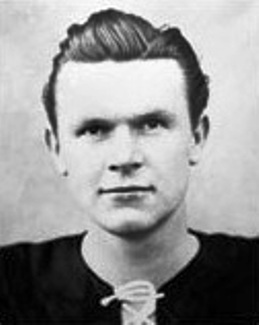
Szusza Ferenc

Hatalmas változás következett be 1945-ben, amikor egy hatalmas árvíz szinte elmosta a pályát, a stadion faanyagait a háborúban nélkülözésre kényszerülő emberek elhordták tűzifának.
1948-ra teljesen felújították a stadiont, és hivatalosan 45 117 férőhelyesre bővítették. A stadiont innentől hívták Megyeri úti stadionnak. Az 1948-as, 9-0-s magyar győzelemmel záródó Magyarország – Románia találkozóval a Megyeri úti stadion lett Magyarország nemzeti stadionja, a válogatott otthona. Ez egészen 1953-ig tartott, amíg meg nem épült a Népstadion.
1948-ban a klubtól állami tulajdonba került az épület. A stadion nézőcsúcsát 1948. október 3-án állították be a magyar – osztrák válogatott mérkőzésen, amelyet 1949. május 8-án megismételtek a két csapat ismételt találkozóján, majd november 20-án a svédek elleni mérkőzésen. Mindhárom mérkőzés 50 ezer nézőt vonzott. Ebből az időszakból való a nézőcsúcs Újpest-mérkőzésen is. A Ferencváros ellen 40 ezer szurkoló látogatott ki a stadionba.
Az 1950-es évek közepétől a klub a nagyobb mérkőzéseit a Népstadionban volt kénytelen játszani. A Megyeri úti stadion kapacitására nem volt többé szükség, így az 50-es évek végén futópályát alakítottak ki a lelátók egy részén, ezáltal a kapacitás 32 ezresre csökkent. 1962-ben mentőbejárót nyitottak a B terasz közepén, amellyel kettévágták az újpesti szurkolótábort.
1968 áprilisában, a Vasas elleni mérkőzésen elkészült a világítás. A lámpaoszlopok a lelátón belül voltak, így újabb lelátórészt kellett levágni, a kapacitás – bár ezúttal minimális mértékben – de ismét csökkent. A ’70-es években „mindössze” egy változás történt: egy vihar megrongálta a tribün tetőszerkezetét, amit el kellett bontani. Így a megépítés óta először fedett lelátó nélkül maradt a stadion.
1989-ben új világítást avattak, ami azért vált szükségessé, mert a régi lámpák fénye nem volt elégséges a színes közvetítésekhez. 1998-ban a klub saját pénzén felújíttatta a VIP-páholyt, ahol a padokat székekre cserélték.
1999-ben kezdődtek el az igazán nagy átalakítások, majd végül 2001. november 15-én, a Magyarország – Macedónia (5-0) mérkőzéssel avatták fel a teljesen megújult, 13 501 ülőhellyel, exkluzív VIP-boxokkal, bőr VIP-fotelekkel, modern stadiont.
2003 nyarán elkészült a fejépület, majd 2003. október 25-én új neve lett a stadionnak. 2003. október 25-én játszották az első mérkőzést az átnevezett stadionban. A hazaiak az MTK csapatát fogadták.

## Szektoronkénti férőhelyek , szektorbeosztások

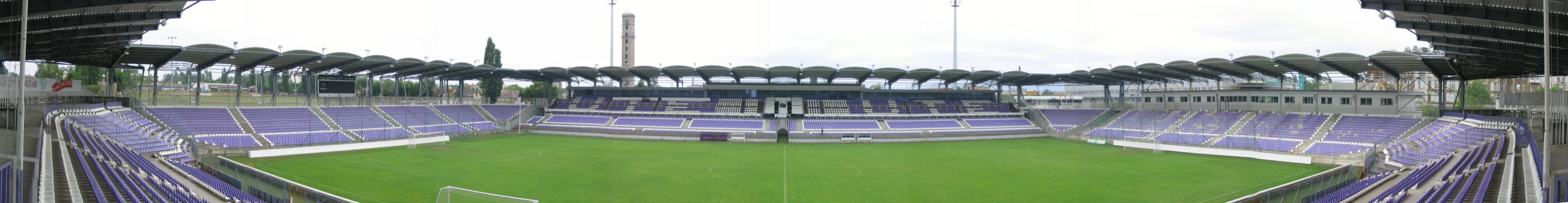
Az üres stadion

| Általános adatok - Befogadóképesség 13501 ülőhely - Fedett 12301 ülőhely - Fedetlen 1200 ülőhely - Világítás 1250 lux | Szektorok és férőhelyek - Díszpáholy 161 fő (teljesen fedett) - VIP Boksz 116 | A-B-C-D lelátók - „A” Tribün: 1468 fő - „A” Tribün jobb: 709 fő (ebből sajtópáholy: 54) - „A” Tribün bal: 759 fő - „A” Terasz: 2577 fő (fedett: 2109, fedetlen: 468) - „B” Terasz 4059 fő (fedett: 2556, fedetlen: 1503) - „D” Lelátó: 2607 fő (fedett: kb. 1747, fedetlen: kb. 860) - „C” Lelátó: 2500 fő (fedett: kb. 1404, fedetlen: kb. 700) | Kerekesszékes szektor 13 fő (Fedetlen) |

- Forrás: a klub hivatalos oldaláról[10]

## További információk

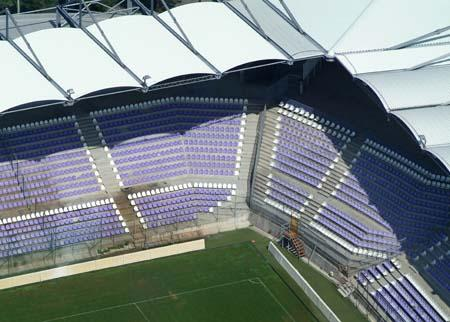
Légifotó a stadionról

## Válogatott mérkőzések a stadionban

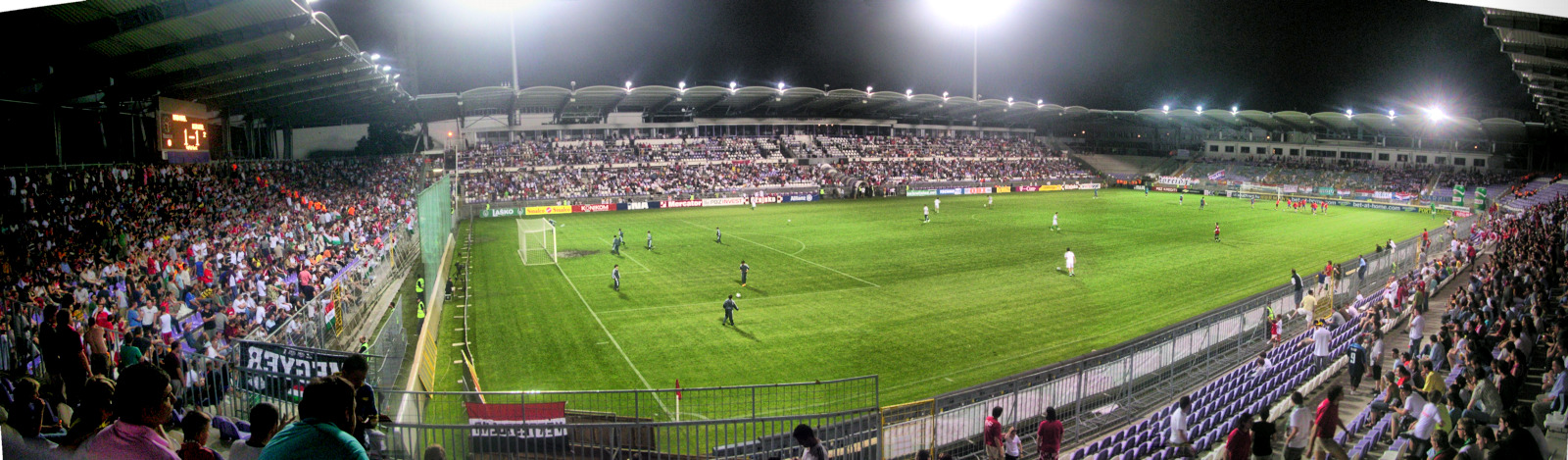
Nézőtér

| Dátum                | Kiírás                  | Hazai csapat     | Ellenfél        | Eredmény | Nézőszám  |
| -------------------- | ----------------------- | ---------------- | --------------- | -------- | --------- |
| 1948. június 6.      | Balkán-kupa             | Magyarország     | Románia         | 9–0      | 45.000    |
| 1948. október 3.     | Barátságos              | Magyarország     | Ausztria        | 2–1      | 50.000    |
| 1949. május 8.       | Európa-kupa             | Magyarország     | Ausztria        | 6–1      | 50.000    |
| 1949. június 12.     | Európa-kupa             | Magyarország     | Olaszország     | 1–1      | 47.000    |
| 1949. október 30.    | Barátságos              | Magyarország     | Bulgária        | 5–0      | 36.000    |
| 1949. november 20.   | Barátságos              | Magyarország     | Svédország      | 5–0      | 50.000    |
| 1950. április 30.    | Barátságos              | Magyarország     | Csehszlovákia   | 5–0      | 47.000    |
| 1950. szeptember 24. | Barátságos              | Magyarország     | Albánia         | 12–0     | 38.000    |
| 1950. október 29.    | Barátságos              | Magyarország     | Ausztria        | 4–3      | 45.000    |
| 1951. május 27.      | Barátságos              | Magyarország     | Lengyelország   | 6–0      | 42.000    |
| 1951. november 18.   | Barátságos              | Magyarország     | Finnország      | 8–0      | 40.000    |
| 1952. október 19.    | Barátságos              | Magyarország     | Csehszlovákia   | 5–0      | 48.000    |
| 1953. április 26.    | Barátságos              | Magyarország     | Ausztria        | 1–1      | 44.000    |
| 1961. április 16.    | 1962-es VB-selejtező    | Magyarország     | NDK             | 2–0      | 32.000    |
| 1972. május 6.       | 1974-es VB-sejeltező    | Magyarország     | Málta           | 3–0      | 10.000    |
| 1990. szeptember 5.  | Barátságos              | Magyarország     | Törökország     | 4–1      | 3.000     |
| 2001. november 14.   | Barátságos              | Magyarország     | Észak-Macedónia | 5–0      | 10.000    |
| 2002. október 16.    | 2004-es EB-selejtező    | Magyarország     | San Marino      | 3-0      | 8.000     |
| 2003. április 30.    | Barátságos              | Magyarország     | Luxemburg       | 5–1      | 1.200     |
| 2004. szeptember 8.  | 2006-os VB-selejtező    | Magyarország     | Izland          | 3–2      | 7.000     |
| 2005. március 30.    | 2006-os VB-selejtező    | Magyarország     | Bulgária        | 1–1      | 13.000    |
| 2005. szeptember 3.  | 2006-os VB-selejtező    | Magyarország     | Málta           | 4–0      | 7.000     |
| 2005. október 12.    | 2006-os VB-selejtező    | Magyarország     | Horvátország    | 0–0      | 7.000     |
| 2006. május 24.      | Barátságos              | Magyarország     | Új-Zéland       | 2–0      | 6.500     |
| 2006. szeptember 2.  | 2008-as EB-selejtező    | Magyarország     | Norvégia        | 1–4      | 13.000    |
| 2007. március 28.    | 2008-as EB-selejtező    | Magyarország     | Moldova         | 2–0      | 6.200     |
| 2007. október 13.    | 2008-as EB-selejtező    | Magyarország     | Málta           | 2-0      | 10.000    |
| 2008. május 31.      | Barátságos              | Magyarország     | Horvátország    | 1–1      | 10.000    |
| 2010. szeptember 7.  | 2012-es EB-selejtező    | Magyarország     | Moldova         | 2–1      | 9.500     |
| 2021. június 4.      | Barátságos              | Magyarország     | Ciprus          | 1–0      | 7.500     |
| 2021. június 8.      | Barátságos              | Magyarország     | Írország        | 0–0      | 10.000    |
| 2023. június 16.     | 2024-es EB-selejtező    | Fehéroroszország | Izrael          | 1–2      | zártkapus |
| 2023. július 19.     | 2024-es EB-selejtező    | Fehéroroszország | Koszovó         | 2–1      | zártkapus |
| 2023. október 12.    | 2024-es EB-selejtező    | Fehéroroszország | Románia         | 0–0      | zártkapus |
| 2023. november 18.   | 2024-es EB-selejtező    | Fehéroroszország | Andorra         | 1–0      | zártkapus |
| 2024. március 21.    | 2024-es EB-pótselejtező | Izrael           | Izland          | 1–4      | 1.226     |
| 2024. június 11.     | Barátságos              | Fehéroroszország | Izrael          | 0–4      | zártkapus |